# Henri Schwery
Henri Schwery, švicarski rimskokatoliški duhovnik, škof in kardinal, * 14. junij 1932, Saint-Léonard, Švica, † 7. januar 2021, Saint-Léonard.

## Življenjepis
7. julija 1957 je prejel duhovniško posvečenje.
22. julija 1977 je bil imenovan za nadškofa Siona in 17. septembra istega leta je prejel škofovsko posvečenje.
28. junija 1991 je bil povzdignjen v kardinala in imenovan za kardinal-duhovnika Ss. Protomartiri a Via Aurelia Antica.
1. aprila 1995 je odstopil z nadškofovskega mesta.